# Zwrotnica zwierciadło Wenery
Zwrotnica zwierciadło Wenery, leguzja zwierciadło Wenery (Legousia speculum-veneris) – gatunek rośliny należący do rodziny dzwonkowatych. Występuje w Europie południowo-zachodniej i południowo-wschodniej – od półwyspu Iberyjskiego poprzez Francję, Holandię, Niemcy i Austrię, po Rumunię, Bułgarię i Turcję na wschodzie. Poza tym roślina ta bywa zawlekana i pojawia się w zasiewach, rzadko jest uprawiana i notowana jest jako efemerofit w Polsce oraz we wschodniej i zachodniej części USA. Występuje jako chwast na polach uprawnych, na nieużytkach, przydrożach, rzadko także na kamienistych stokach w garigu. Wraz z postępem technologicznym w rolnictwie rejestrowane jest zanikanie tego gatunku na wielu obszarach.

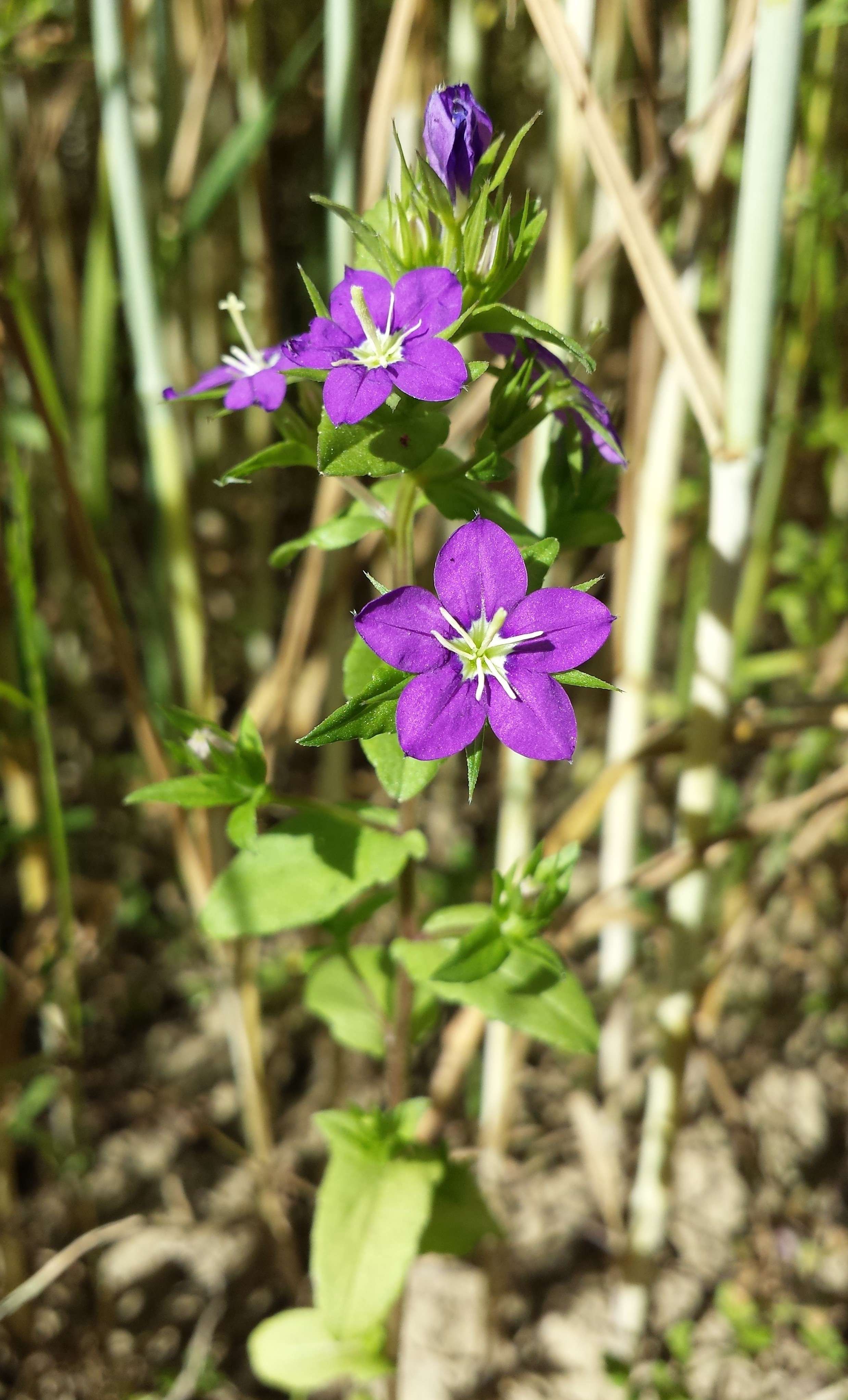
Pokrój rośliny

## Morfologia
PokrójRoślina o zmiennym pokroju – czasem z łodygą pojedynczą i nierozgałęzioną, ale częściej – silnie rozgałęziona, z szeroko rozpostartymi i podnoszącymi się odgałęzieniami. Osiąga zwykle 15–25 cm wysokości. Łodyga kanciasta i na brzegu brodawkowata lub pokryta ostrymi, zwróconymi w dół włoskami.
LiścieSkrętoległe. Dolne liście łodygowe krótkoogonkowe i odwrotnie jajowate, karbowane lub faliste, wyższe liście coraz węższe i siedzące.
KwiatySkupione w pęczkach po 2–5 (czasem pojedynczo) w luźnym gronie. Osadzone są na krótkich szypułkach. Kielich tworzy pięć równowąskich, ostrych i lekko owłosionych działek o podobnej długości jak korona. Jej płatki zrośnięte są tylko u nasady i są szeroko rozpostarte osiągając średnicę 15–23 mm. Płatki mają barwę od ciemnoniebieskiej poprzez czerwonawofioletową po białą (rzadko). Pręcików jest 5, słupek zwieńczony jest trójdzielnym znamieniem.
OwoceRównowąskie torebki osiągające do 10–15 mm długości, na obu końcach zwężające się.

## Biologia i ekologia
Roślina jednoroczna, kwitnąca w obrębie swego naturalnego zasięgu od marca do czerwca. Dalej na północy, w Polsce kwitnie od czerwca do sierpnia, czasem jeszcze we wrześniu.

## Zastosowanie
Jest rzadko uprawiana. W Polsce sporadycznie w kolekcjach.